# Sejo Bukva
Sejo Bukva, né le 16 septembre 1966, à Sokolac, en république fédérative socialiste de Yougoslavie, est un joueur bosnien de basket-ball. Il évolue durant sa carrière au poste de pivot.

## Palmarès
- Coupe de Croatie 1993